# Li Jinyu
Li Jinyu (chin. upr. 李金羽, pinyin Lǐ Jīnyǔ; ur. 6 lipca 1977 w Shenyang) – chiński piłkarz występujący na pozycji napastnika.

## Kariera klubowa
Li karierę rozpoczynał w 1997 roku w zespole Liaoning Shuangxing. W 1998 roku zmienił on nazwę na Liaoning Tianrun i Li wywalczył z nim wicemistrzostwo Chin. W 1999 roku został wypożyczony do francuskiego AS Nancy z Division 1. W sezonie 1998/1999 rozegrał tam 6 spotkań. Potem wrócił do Liaoning, noszącego teraz nazwę Fushun. W sezonie 1999 ponownie został z nim wicemistrzem Chin. W 2000 roku klub nosił już nazwę Liaoning Fushun Tegang i Li zdobył z nim Superpuchar Chin. W sezonie 2002 Liaoning grał jako Liaoning Bird, a w sezonie 2003 jako Liaoning Zhongshun. W sezonie 2002 Li został laureatem Chińskiego Złotego Buta.
W 2004 roku odszedł do zespołu Shandong Luneng Taishan. Spędził tam 7 sezonów. W tym czasie zdobył z nim 3 mistrzostwa Chin (2006, 2008, 2010) 2 Puchary Chin (2004, 2006) oraz Puchar Ligi Chińskiej (2004). W latach 2006 oraz 2007 otrzymał także Chińskiego Złotego Buta. W 2010 roku zakończył karierę.

## Kariera reprezentacyjna
W reprezentacji Chin Li zadebiutował w 1997 roku. W 2004 roku został powołany do kadry na Puchar Azji. Zagrał na nim w meczach z Bahrajnem (2:2, gol), Indonezją (5:0), Katarem (1:0), Irakiem (3:0), Iranem (1:1, 4:3 w rzutach karnych) oraz Japonią (1:3). Tamten turniej Chiny zakończyły na 2. miejscu.
W latach 1997–2008 w drużynie narodowej Li rozegrał łącznie 67 spotkań i zdobył 23 bramki.